# ووازه
ووازه (به لاتین: Wyłazy) یک روستا در لهستان است که در گمینا موکوبوده واقع شده‌است.